# Diastylis cornuta
Diastylis cornuta is een zeekommasoort uit de familie van de Diastylidae. De wetenschappelijke naam van de soort is voor het eerst geldig gepubliceerd in 1864 door Boeck.